# Miss Italia 2024
Miss Italia 2024 si è svolta il 22 settembre 2024 a Porto San Giorgio per la prima volta nella storia del concorso. La serata è stata condotta da Andrea Dianetti e, per il quinto anno consecutivo, non è stata trasmessa in televisione ma solamente in streaming sul sito web ufficiale del concorso.
Vincitrice è risultata la ventiquattrenne Ofelia Passaponti di Siena.

## Le concorrenti
Le venti vincitrici delle selezioni regionali del concorso hanno ottenuto di diritto l'accesso all'Academy di Miss Italia, iniziativa ideata dalla patron Patrizia Mirigliani come incontro tra una decina di docenti. Le restanti venti sono state selezionate tra 220 candidate da una commissione tecnica.
- Vincitrici regionali:

1. Francesca Spinelli (Miss Piemonte)
2. Chiara Frezza (Miss Valle d'Aosta)
3. Sveva Lamberti (Miss Lombardia)
4. Fabiana Trentin (Miss Trentino Alto Adige)
5. Eleonora Paron (Miss Friuli Venezia Giulia)
6. Giulia Caramel (Miss Veneto)
7. Dorotea Carniglia (Miss Liguria)
8. Linda Fabbri (Miss Emilia Romagna)
9. Ofelia Passaponti (Miss Toscana)
10. Nicole Caccavale (Miss Umbria)
11. Vittoria Latini (Miss Marche)
12. Soraya Galuppi (Miss Lazio)
13. Ludovica Cretone (Miss Abruzzo)
14. Nausica Marasca (Miss Molise)
15. Angela De Filippo (Miss Campania)
16. Deborah Capece (Miss Basilicata)
17. Nicoletta Pentrelli (Miss Puglia)
18. Anna Claudia Celi (Miss Calabria)
19. Elena Dibattista (Miss Sicilia)
20. Rebecca Cossu (Miss Sardegna)

- Miss selezionate:

1. Silvia Ghio (Miss Eleganza Piemonte e Valle D’Aosta)
2. Mariama Diop (Miss Framesi Lombardia)
3. Caterina Vincenti (Miss Social Lombardia)
4. Nicole Vioto (Miss Eleganza Veneto)
5. Denise Uguccioni (Miss Rocchetta Bellezza Liguria)
6. Laura Romersi (Miss Eleganza Emilia Romagna)
7. Matilde Gonfiantini (Miss Eleganza Toscana)
8. Irene Boschi (Miss Sorriso Marche)
9. Arianna Ciamei (Miss Miluna Lazio)
10. Beatrice Mazzoni (Miss Roma)
11. Beatrice Scintu (Miss Cinema Roma)
12. Noemi Fasiello (Miss Miluna Campania)
13. Martina Anatriello (Miss Sport Givova Campania)
14. Roberta Calemme (Miss Comuni Vesuviani)
15. Fabiana Mastrojanni (Miss San Valentino La Città degli Innamorati)
16. Vittoria Morga (Miss Miluna Puglia)
17. Ludovica Lenoci (Miss Eleganza Puglia)
18. Sofia Lenti (Miss Sorriso Calabria)
19. Vittoria Ciulla (Miss Miluna Sicilia)
20. Elisa Armosini (Miss Social Sardegna)

Dopo l'Academy sono state selezionate le seguenti finaliste:
1. Giulia Caramel (Miss Veneto)
2. Ofelia Passaponti (Miss Toscana)
3. Angela De Filippo (Miss Campania)
4. Nicoletta Pentrelli (Miss Puglia)
5. Elena Dibattista (Miss Sicilia)
6. Mariama Diop (Miss Framesi Lombardia)
7. Nicole Vioto (Miss Eleganza Veneto)
8. Denise Uguccioni (Miss Rocchetta Bellezza Liguria)
9. Laura Romersi (Miss Eleganza Emilia Romagna)
10. Caterina Vincenti (Miss Rocchetta Bellezza Lombardia)
11. Beatrice Mazzoni (Miss Roma)
12. Beatrice Scintu (Miss Cinema Roma)
13. Matilde Gonfiantini (Miss Eleganza Toscana)
14. Irene Boschi - (Miss Sorriso Marche)
15. Elisa Armosini (Miss Sorriso Sardegna)

Inoltre sono state selezionate 3 riserve:
1. Francesca Spinelli (Miss Piemonte)
2. Rebecca Cossu (Miss Sardegna)
3. Sofia Lenti (Miss Sorriso Calabria)

## Piazzamenti
| Risultato finale | Concorrente                                                      |
| ---------------- | ---------------------------------------------------------------- |
| Miss Italia 2024 | - – Ofelia Passaponti                                            |
| 2ª classificata  | - – Elisa Armosini                                               |
| 3ª classificata  | - – Mariama Diop                                                 |
| Top 5            | - – Beatrice Mazzoni - – Beatrice Scintu                         |
| Top 8            | - – Angela De Filippo - – Matilde Gonfiantini - – Giulia Caramel |

## Titoli speciali nazionali
- Miss Miluna: Nicoletta Pentrelli
- Miss Rocchetta Bellezza: Beatrice Mazzoni
- Miss Sport Givova: Beatrice Scintu
- Miss Cinema: Giulia Caramel
- Miss Framesi: Rebecca Cossu
- Miss Sorriso MyLamination: Ofelia Passaponti Denise Uguccioni
- Miss Eleganza: Mariama Diop
- Miss Talento: Nicole Vioto
- Miss Italia Social: Vittoria Latini
- Miss Social Framesi: Dorotea Carniglia
- Miss Coraggio: Eleonora Landi

## Finaliste per regione
| Miss in Academy | Miss Finaliste | Regione               |
| --------------- | -------------- | --------------------- |
| 5               | 1              | Campania              |
| 4               | 2              | Lazio                 |
| 3               | 2              | Lombardia             |
| 3               | 1              | Puglia                |
| 2               | 0              | Calabria              |
| 2               | 1              | Emilia-Romagna        |
| 2               | 1              | Liguria               |
| 2               | 1              | Marche                |
| 2               | 0              | Piemonte              |
| 2               | 1              | Sicilia               |
| 2               | 1              | Sardegna              |
| 2               | 2              | Toscana               |
| 2               | 2              | Veneto                |
| 1               | 0              | Abruzzo               |
| 1               | 0              | Basilicata            |
| 1               | 0              | Friuli-Venezia Giulia |
| 1               | 0              | Molise                |
| 1               | 0              | Trentino-Alto Adige   |
| 1               | 0              | Umbria                |
| 1               | 0              | Valle d'Aosta         |

## Giuria
- Martina Colombari (presidente di giuria)
- Giampaolo Morelli
- Soleil Sorge